# Zr.Ms. Walrus (1992)
De Zr.Ms. Walrus was een Nederlandse onderzeeboot van de Walrusklasse, gebouwd door de Rotterdamse scheepswerf RDM. 

## Bouw
Tijdens de bouw werd het schip op 14 augustus 1986 getroffen door een brand. De brand aan boord van het in aanbouw zijnde schip duurde zo'n vijf uur en veroorzaakte voor 225 miljoen gulden aan schade. Door deze brand liep de bouw van de Walrus zoveel vertraging op dat de Zeeleeuw eerder in dienst werd genomen dan de Walrus. Ook de andere twee onderzeeboten van de Walrusklasse de Dolfijn en Bruinvis werden door de brand later in dienst genomen. Door het later in dienst stellen van drie van de vier onderzeeboten van de Walrusklasse moesten de Zeehond, Potvis en Tonijn langer in dienst blijven.

## Oefening
Van 1 februari tot 4 maart 1999 nam de Walrus deel aan de oefening JTFEX / TMDI99 (Joint Task Force Exercise / Theatre Missile Defence Initiative 1999).
Er deden 27.000 deelnemers mee, waarvan 15.000 marinedeelnemers. Deze oefening was de grootste samenkomst van strijdkrachten sinds de Golfoorlog van 1990-1991 en werd gehouden met de Braziliaanse marine en andere NAVO-marines. Tijdens deze oefening is de USS Theodore Roosevelt met nog zeker zeven andere schepen door de Walrus 'tot zinken' gebracht. Veel van deze schepen waren de escorte van de Theodore Roosevelt. De Walrus kon het Amerikaanse vliegkampschip tijdens de oefening tweemaal torpederen. Pas bij de tweede aanval (op ongeveer 1,5 km afstand) werd de 'torpedolancering' opgemerkt. De onderzeeboot voer vervolgens onder de Roosevelt door en sloop weg.

## Inzet
In 2003 werd de Walrus ingezet om tijdens operatie Enduring Freedom in de Perzische Golf gesprekken en andere data van terroristen te verzamelen. Deze werden in bulk en zonder ze te filteren aan Amerikaanse inlichtingendiensten overgedragen. Minister van Defensie Henk Kamp kon niet uitsluiten dat de Amerikanen deze data ook voor de oorlog in Irak zouden gebruiken, waar Nederland niet aan deelnam.